# Ephemerum argentinicum
Ephemerum argentinicum là một loài rêu trong họ Ephemeraceae. Loài này được Schiavone & Sarmiento mô tả khoa học đầu tiên năm 1985.